# عذبي فهد الأحمد الصباح
الشيخ عذبي فهد الأحمد الجابر الصباح رئيس جهاز أمن الدولة الكويتي السابق، أحد أفراد اسرة آل الصباح الحاكمة في الكويت، والابن الثالث للشيخ فهد الأحمد الجابر الصباح، ضابط متقاعد في قوات المغاوير في الجيش الكويتي. حكم عليه في 31 مايو 2016 بالسجن مدة خمس سنوات لمشاركته في قروب الفنطاس. إلا أنه توارى قبل تنفيذ الحكم. أدرج اسم عذبي الفهد في مرسوم العفو الأميري الصادر بتاريخ 17 يناير 2023.

## حياته العسكرية
عمل في بداية حياته الوظيفية ضابطا في الجيش الكويتي في قوات المغاوير، وكان له دور كبير في عمليات المقاومة الكويتية أثناء الغزو العراقي للكويت عام (1990)، وظل يقود قوةً من المقاومة الكويتية طيلة فترة الغزو العراقي للكويت، ولم يخرج من الكويت رغم مقتل والده فهد الأحمد الجابر الصباح وأسر شقيقه خالد فهد الأحمد الصباح على يد قوات الجيش العراقي.
في عام 2005، تسلم زمام إدارة جهاز أمن الدولة الكويتي وظل رئيسًا للجهاز حتى أكتوبر 2006 واستقال من المنصب، ثم عاد رئيسًا للجهاز مرة أخرى عام 2009 وحتى يوليو 2011.

## حياته العائلية
متزوج من إبنة براك البابطين ولديهما خمسة أولاد:
- الشيخ فهد
- الشيخة فضيلة
- الشيخة بيبي
- الشيخة نور
- الشيخة الزين

## وصلات خارجية
- الشيخ عذبي الفهد الاحمد الصباح واخوانه الابطال المقامة
- الشيخ عذبي فهد الأحمد يتحدث لـ"CNN"